# (22370) Italocalvino
(22370) Italocalvino (1993 TJ2) – planetoida z pasa głównego asteroid okrążająca Słońce w ciągu 5,7 lat w średniej odległości 3,19 j.a. Odkryta 15 października 1993 roku.